# Vlaamse Pijl 2006
La Vlaamse Pijl 2006, trentanovesima edizione della corsa, valida come evento del circuito UCI Europe Tour 2006 categoria 1.2, fu disputata il 4 marzo 2006 su un percorso di 148 km. Fu vinta dal belga Evert Verbist, che giunse al traguardo in 3h 32' 10" alla media di 41,854 km/h.
Dei 189 ciclisti alla partenza furono 86 a portare a termine la competizione.

## Ordine d'arrivo (Top 10
| Pos. | Corridore          | Squadra         | Tempo    |
| ---- | ------------------ | --------------- | -------- |
| 1    | Evert Verbist      | Chocolade Jac.  | 3h32'10" |
| 2    | Jean-Claude Lebeau | Landbouwkrediet | s.t.     |
| 3    | Kevin Neyrinck     | Landbouwkrediet | s.t.     |
| 4    | Tom Criel          | Soenens         | s.t.     |
| 5    | Pieter Ghyllebert  | Chocolade Jac.  | a 8"     |
| 6    | Arnoud van Groen   | Lowik           | s.t.     |
| 7    | Markus Eichler     | Regiostrom      | s.t.     |
| 8    | Dries Devenyns     | Wielergroep     | s.t.     |
| 9    | Kenny Dehaes       | Chocolade Jac.  | a 1'03"  |
| 10   | Kevin Maene        | Lombarden       | s.t.     |